# Lucius Aemilius Barbula
Lucius Aemilius Barbula was een Romeins politicus uit de Gens Aemilia. Hij werd tot consul gekozen in 281 v.Chr. samen met Quintus Marcius Philippus. Hij kreeg het commando tegen de Samnieten. Hij viel het grondgebied Tarentum aan, die Pyrrhus van Epirus ten hulp hadden geroepen. In 280 v.Chr. werd hij bekroond voor zijn overwinningen. 
De vader van Barbula was Quintus Aemilius Barbula, consul in 317 en 311 v.Chr.. Zijn zoon was Marcus Aemilius Barbula, consul in 230 v.Chr., de derde en laatste opeenvolgende generaties als consuls.

## Bron
- Dit artikel of een eerdere versie ervan is een (gedeeltelijke) vertaling van het artikel Lucius Aemilius Barbula op de Engelstalige Wikipedia, dat onder de licentie Creative Commons Naamsvermelding/Gelijk delen valt. Zie de bewerkingsgeschiedenis aldaar.